# Bate & Cia
Bate & Cia fue una empresa fotográfica uruguaya. Entre los hechos que le hicieron cobrar relevancia histórica, se encontró la de enviar fotógrafos para registrar la guerra de la Triple Alianza.
En esa contienda bélica, la casa uruguaya Bate & Cia tomó como ejemplo lo ocurrido unos años antes en la Guerra de Crimea y en la guerra de Secesión y transcurrido el primer año bélico de la Triple Alianza, le encomendó a sus fotógrafos la cobertura de dicho acontecimiento, para luego ofrecer al público vistas documentales del conflicto. La casa fotográfica obtuvo salvoconductos y permisos para que sus enviados fueran transportados al frente junto con las tropas aliadas.
Las fotografías de guerra tenían para la época muchas limitaciones de orden técnico, lo que hace aún más admirable los resultados obtenidos por sus fotógrafos.

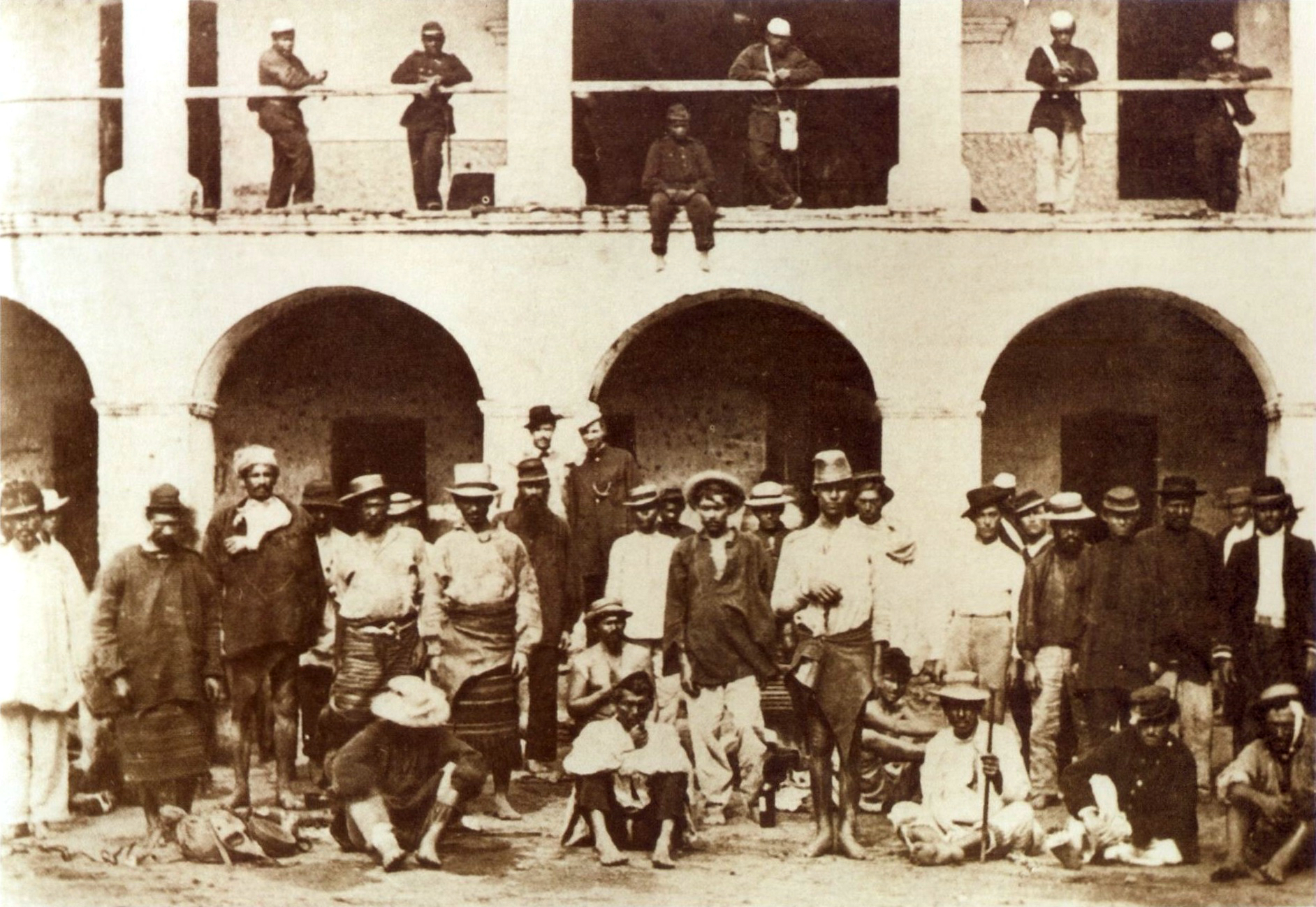
Prisioneros paraguayos en la guerra de la Triple Alianza.

Funcionaba como cuarto oscuro una carpa, bajo un clima cálido y húmedo, las placas de vidrio eran sensibilizadas con colodión unos momentos antes de la exposición y debían ser reveladas inmediatamente después, antes que secase la emulsión.
La autonomía del fotógrafo estaba limitada a un espacio próximo donde se instalaba la carpa-laboratorio.
En una de las imágenes, "El Mangrullo", se aprecia el cuarto oscuro portátil utilizado en la guerra y sobre una de las lonas se puede leer claramente Bate & Cía.
Los tiempos de obturación de la época eran todavía demasiado lentos para fotografías de acción, las imágenes que se pueden observar son en su mayoría bastante estáticas. Se trabajaba con placas de vidrio de 24x30 cm.
Se estima que la cantidad total de fotografías tomadas no fue numerosa. Estas imágenes se vendían en álbumes con 10 copias originales en su interior y se denominó al álbum con el sugestivo título de La Guerra Ilustrada.
Se publicaban anuncios en Buenos Aires y Montevideo, en este país se realizaba en el diario La Tribuna de Montevideo ofreciendo las preciosas vistas fotográficas, algunas de ellas con los títulos como: Las ruinas de Itapurú, montón de cadáveres Paraguayos, una familia de indios Pampas, general Bartolomé Mitre con su estado mayor, el bosque de Ñumanú -campo de la muerte-, entre otras. No se incluyó en la publicación del álbum la fotografía titulada Muerte del coronel Pallejá.
Analizando las imágenes desde el punto de vista iconográfico, es sorprendente la calidad de su elaboración, el cuidado de los encuadres y la sorprendente elección de los temas. 
Se conserva en la Biblioteca Nacional de Uruguay una impecable colección de copias originales. Los registros carecen de condicionamiento alguno, la posible simpatía del o los autores hacia los ejércitos aliados no trasciende a las imágenes, que llegan a convertirse en un cruel testimonio de los hechos.
Es un documento de referencia único para comprender los alcances, el carácter de la lucha y las condiciones de la época.
Se trata del primer reportaje de guerra de América del Sur, marcando un hito en la fotografía documental iberoamericana.
Poco tiempo después, la casa Bate & Cía. cerró por motivos desconocidos, pero no se descarta que haya sido consecuencia del fracaso económico que significó el envío de fotógrafos a los campos de batalla, ya que hubo un escaso interés del público en la adquisición de las vistas ofertadas.